# Mézens
Mézens is een gemeente in het Franse departement Tarn (regio Occitanie) en telt 310 inwoners (1999). De plaats maakt deel uit van het arrondissement Albi.

## Geografie
De oppervlakte van Mézens bedraagt 5,9 km², de bevolkingsdichtheid is 52,5 inwoners per km².

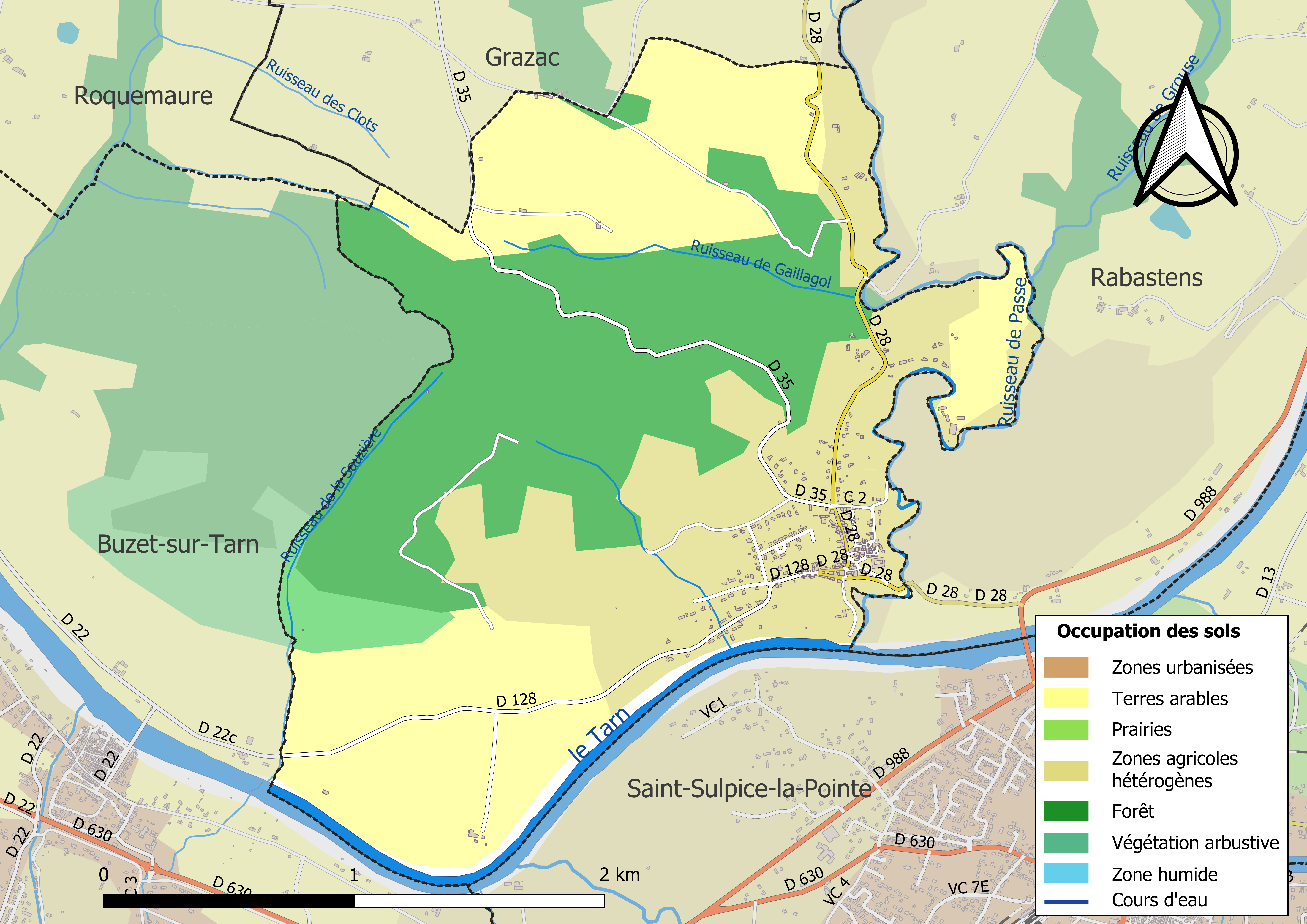
Kaart van de gemeente met de belangrijkste infrastructuur, bodemgebruik en omliggende gemeenten

## Demografie
Onderstaande figuur toont het verloop van het inwonertal (bron: INSEE-tellingen).